# Marian Oslislo
Marian Oslislo (ur. 5 czerwca 1955 w Zabrzu) – polski grafik, pedagog, profesor sztuk plastycznych. 

## Życiorys
Po maturze w II Liceum Ogólnokształcącym w Zabrzu studiował w katowickiej filii Akademii Sztuk Pięknych w Krakowie. Studia ukończył w roku 1982 uzyskując dyplom z grafiki w Pracowni Projektowania Książki i Pracowni Drzeworytu.
Od roku 1983 pracował w Katedrze Projektowania Graficznego macierzystej uczelni. Od roku 2001 kieruje Pracownią Nowych Mediów. Od września 2001 roku pracuje na Akademii Sztuk Pięknych w Katowicach. Uczestniczył w wystawach grafiki w wielu krajach Europy, Azji i Ameryki. 
Oprócz twórczości własnej i działalności dydaktycznej zajmuje się inicjatywami kulturalnymi – festiwalami, wystawami, warsztatami w kraju i za granicą. Jest inicjatorem i założycielem Jazzowej Asocjacji Zabrze.
W roku 2005 i ponownie w roku 2008 został wybrany rektorem Akademii Sztuk Pięknych w Katowicach.
W 2002 roku uzyskał tytuł profesora sztuk plastycznych, w tymże roku został także uhonorowany Śląską Nagrodą im. Juliusza Ligonia. W 2012 został odznaczony Srebrnym Medalem „Zasłużony Kulturze Gloria Artis”.